# Roncus elbulli
Espèce
Roncus elbulli est une espèce de pseudoscorpions de la famille des Neobisiidae.

## Distribution
Cette espèce est endémique de Catalogne en Espagne. Elle se rencontre vers Roses dans le parc naturel du Cap de Creus.

## Description
Le mâle holotype mesure 1,72 mm, les mâles mesurent de 1,40 à 2,12 mm et les femelles de 1,45 à 2,88 mm.

## Étymologie
Son nom d'espèce lui a été donné en référence au restaurant El Bulli.

## Publication originale
- Zaragoza & Henderickx, 2009 : Roncus elbulli (Arachnida, Pseudoscorpiones), a new species from Cap de Creus Nature Park (Catalonia, Spain), with a key to the Spanish species of the genus Roncus. ZooKeys, no 8, p. 19-34 (texte intégral).